# Тясминські краєвиди
Тясминські краєвиди — ландшафтний заказник місцевого значення в Черкаському районі Черкаської області.

## Опис
Площа 30,0 га. Як об'єкт природно-заповідного фонду створено рішенням Черкаської обласної ради від 19.02.2021 року № № 5-39/VIII. Землекористувач та землевласник — Степанківська сільська громада.
Заказник розташований у долині річки Тясмин і включає русло, заплаву та схили долини правого берега річки на відрізку течії між селами Степанки Черкаського району та Малий Бузуків Смілянського району Черкаської області.
Територія заказника є природним долинним ландшафтом із добре збереженими лучно-степовими ландшафтами заплави й схилів долини Тясмину. Тут відмічено угруповання формації ковили волосистої (Stipeta capillatae), занесеної до Зеленої книги України.
Також тут представлені типи природних оселищ, занесених до Резолюції 4 Бернської конвенції:
- E1.2 Багаторічні трав’яні кальцифітні угруповання,
- Е2.2 Низинні та низькогірні сінокісні луки,
- E3.4 Мокрі або вологі евтрофні й мезотрофні луки,
- F3.247 Понтично-сарматські листопадні чагарникові зарості,
- G1.11 Прирічкові вербові ліси.

На цій території також виявлено види тварин, що охороняються на національному й міжнародному рівнях: ящірка зелена (Lacerta viridis), лунь лучний (Circus pygargus), канюк степовий (Buteo rufinus), деркач (Crex crex).